# 霊界物語
霊界物語（れいかいものがたり）は新宗教「大本」の教祖・出口王仁三郎が大正から昭和初期にかけて口述筆記した物語。開祖出口なお（直）の大本神諭と並ぶ同教団の根本教典の一つ。全81巻83冊ある。

## 概要
明治時代後期に開祖出口なお（以下なお（直）と表記）の神懸かりによって誕生した新宗教大本は、なお（直）が養子婿として迎えた出口王仁三郎（以下王仁三郎と表記）の活動により、大正時代に教勢をのばした。
大日本帝国政府は、1921年（大正10年）に不敬罪を理由に弾圧を行った（第一次大本事件）。これにより従来の教典『大本神諭』が発禁となり、王仁三郎は同年10月18日から新たに『霊界物語』の口述筆記を開始した。この口述は、王仁三郎が、なおに出会う前の1898年（明治31年）3月に行った1週間の亀岡市にある高熊山における霊的修行に基本的に基づくとされている。13巻と47巻の「総説」、そして48巻の第1章「聖言」にはそれぞれ、大本の三大学則・基本的な神観・霊界と現界の関係と神がかり観がまとめられるなど、大本の基本的教義がまとめられた書である。
王仁三郎を通して啓示された教えには、ほかに「道の栞」「道の光」などの教典がある。
『霊界物語』は全81巻83冊に及ぶ大長編である。古事記に基づく日本神話を根底とするが、聖書、キリスト教、仏教、儒教、孟子、エマヌエル・スヴェーデンボリ、九鬼文書など、あらゆる思想と宗教観を取り込んでおり、舞台は神界・霊界・現界と全世界に及ぶ。王仁三郎によると、『霊界物語』には126種類の読み方があると述べていたとされ、予言書としての読み方も存在する。内容は、宇宙及び大地の創造の過程、超太古の神政の様子、現代社会への批判や風刺、未来の予言（第二次世界大戦なども示唆するという）など、多種多様。登場人物の言動や王仁三郎の解説を通じ人間の霊性について読み取ることが出来る。その一方、政治的なエピソードも盛り込まれており（後述）、戦前は安寧秩序紊乱との理由で一部発売頒布禁止処分を受け、第二次大本事件で全巻発禁処分、私蔵も禁じられていた。大本では『大本神諭』と共に二大根本教典とされており、現在は一般にも販売されている。

## 内容

### 構成
- 霊主体従（第1-12巻/全12冊）：1921年（大正10年）-1922年（大正11年）発行
- 如意宝珠（第13-24巻/全12冊）：1922年（大正11年）-1923年（大正12年）発行
- 海洋万里（第25-36巻/全12冊）：1923年（大正12年）発行
- 舎身活躍（第37-48巻/全12冊）：1924年（大正13年）発行
- 真善美愛（第49-60巻/全12冊）：1924年（大正13年）-1925年（大正14年）発行
- 山河草木（第61-72巻、入蒙記/全14冊）：1925年（大正14年）-1929年（昭和4年）発行
- 天祥地瑞（第73-81巻/全9冊）：1933年（昭和8年）-1934年（昭和9年）発行

全81巻、83冊からなる（第64巻が上下の2冊、特別篇として「入蒙記」が1冊）。第1巻は「子の巻」、第2巻は「丑の巻」というように順番に十二支の名前が付けられている。各巻はいくつかの「篇」に分かれ、最小単位として「章」がある。『霊界物語』が完結作品か未完作品かについては、立場や識者によって意見が異なる。予定では5巻完結、12巻完結ともされる。王仁三郎は第37巻序章にて、36巻を1集として48集、つまり1728巻書けという神命が下ったが、神に頼み120巻に縮小したと述べた。第74巻（昭和8年）の時点で残り46巻と述べたが、20巻出すことは難しいとも語る。1巻の分量は約300-400頁で、各巻100字詰め原稿用紙約1200枚。全巻原稿用紙換算約10万枚であり、中里介山の時代小説『大菩薩峠』と比較しても膨大である。王仁三郎と会見した大宅壮一も同様の感想を抱き「内容は別にしても、これだけのものがどうしてできたかは、興味のある問題である」と述べた。

### 著述方法
1921年（大正10年）10月18日から『霊界物語』は著された。王仁三郎は30分ほど睡眠、目覚めると横たわったままある種のトランス状態で口述し、選抜した信者に筆録させるという形で著述された。主な口述筆録者は谷口雅春、加藤明子、桜井重雄、東尾吉雄など。筆録者の内崎照代は、わからない部分を聞き返すと「文章がカイコの糸のようにスルスルスルスルと出てくるので、途中で止められると糸が切れるようになるんじゃ」と叱られたと回想している。
村上重良は「王仁三郎の才能とエネルギーは人間離れしている」と評する。第1巻は10月18-26日で完成し12月30日に教団出版局から刊行された。1922年（大正11年）に5-46巻を、1923年（大正12年）7月までに47-65巻を完成させた。1924年（大正13年）2月、責付出獄中に植芝盛平たちを率いて日本を脱出、モンゴルに赴いた時には流石に中断となった。この冒険の直前に書かれた第64巻はキリストがエルサレムに再臨する展開であり、王仁三郎は「スサノヲの神の踏みてし足跡を　辿りて世人を治め行くかな」と詠っている。一方で冒険とモンゴル独立運動計画そのものは失敗、張作霖により処刑されかけるなど危機を乗り越えて10月に帰国した。11月に釈放されると口述を再開し、1926年（大正15年）5月22日に72巻完成、7月1日までに特別編「入蒙記」が完成した。発刊ペースは平均1月に1冊ほどで、1929年（昭和4年）4月に72巻が発刊となった。口述は暫く中断するものの、王仁三郎は各巻の細かい修正や加筆を行った。
1933年（昭和8年）10月4日（旧8月15日）〜翌年8月15日に73〜81巻「天祥地瑞」が書かれた。それまでの物語は楽な姿勢で口述していたが、天祥地瑞は緊張した雰囲気の中で行われ、亀岡では聖壇も用いられた。この篇は一章を一時間程で口述すると筆記者が復唱して、王仁三郎がミスを修正、休憩時間を取ると筆記者が変更して1日3-6章を完成させたという。その後、昭和9〜10年に王仁三郎自身の手によって全巻の校正がされた。

### あらすじ
出口王仁三郎は霊界物語第1巻の冒頭「序」において、次のように述べている
「この『霊界物語』は、天地剖判の初めより天の岩戸開き後、神素盞鳴命が地球上に跋扈跳梁せる八岐大蛇を寸断し、つひに叢雲宝剣をえて天祖に奉り、至誠を天地に表はし五六七神政の成就、松の世を再建し、国祖を地上霊界の主宰神たらしめたまひし太古の神世の物語および霊界探検の大要を略述し、苦集滅道を説き、同胞礼節を開示せしものにして、決して現界の事象にたいし、偶意的に編述せしものにあらず。されど神界幽界の出来事は、古今東西の区別なく現界に現はれ来ることも、あながち否み難きは事実にして、単に神幽両界の事のみと解し等閑に附せず、これによりて心魂を清め言行を改め、霊主体従の本旨を実行されむことを希望す。」
霊界物語の主人公は神素盞嗚大神（かむすさのおのおおかみ）であり、救世主神である神素盞嗚大神が八岐大蛇を退治して地上天国である「みろくの世」を建設し、太古の神代に邪神によって追放された艮の金神＝国常立尊を再び地上神界の主宰神として復活させる物語と定義した。
実際のストーリーとしては、神素盞嗚大神が全巻を通し主役として活躍するわけではない。まず物語冒頭に王仁三郎が霊的に体験した天国と地獄の様相が述べられる。次に舞台は神話世界に移り、日本神話の創造神にして国祖国常立尊が物語の中核となる。霊主体従を原理とする国常立尊は、敵対する体主霊従（われよし）の盤古大神一派（ウラル教）・力主体霊（つよいものがち）の大黒主神一派（バラモン教）と争った末、八百万の神々の要求により地上神界の主宰神の地位を追放され世界の艮の方角に隠退、妻神豊雲野尊も坤の方角に隠退してしまう経緯が記されている。王仁三郎は、国常立尊こそなお（直）に懸かった「艮の金神」と定義している。
以下、伊邪那岐命と伊邪那美の国産み・神産み、アマテラスとスサノオの誓約や天の岩戸隠れ・開き、スサノオとヤマタノオロチの戦いなどが再構成されており、『霊界物語』前半は日本神話の影響が強い。王仁三郎は権力者達によって改竄された古事記を本来の姿にしたものが『霊界物語』とも語る。天照大神（万世一系の天皇）を正統とする従来の日本神話に対し、王仁三郎はスサノオこそ正統の神と読み返える事で「自分（スサノオ=王仁三郎）が世界を救う」と宣言したと指摘される。
神素盞嗚大神による世界救済の経綸が始まるのは、第15巻以降である。高天原を追放された神素戔嗚尊は贖罪神となり、悪神・悪人を言向け和し（改心させ）、地上を国常立尊の霊主体従世界（みろくの世）へと変えて行く。その過程で主神は三五教（あなないきょう）の宣伝使（せんでんし）と呼ばれる弟子たちを世界各地へ派遣した。彼らは八岐大蛇や金毛九尾の狐に代表される邪神・悪霊と戦う。そして悪霊由来のウラル教・バラモン教・ウラナイ教といった宗教の信仰者が、神素盞嗚大神の教えに帰順する様が描写されている。
日本語名を持つ神々や人物と、カタカナで表現される外国人のような人物が混在し、神獣や妖怪を交えた物語が世界規模で展開する。さらに実在した人物が登場することも特徴的であり、王仁三郎の分身や大本信者をはじめ、第71巻（戦前は発禁となり戦後は64巻下として発刊）ではレフ・トロツキーが出てくる。開祖・なお（直）は第2巻で稚桜姫、第15巻11章で手名椎命、第21巻第5章で初稚姫、特別篇「入蒙記」で国照姫として現れるという解釈もある。初稚姫は物語中盤以降、神覚に優れた絶世の美少女宣伝使として活躍する。ただしほとんどの登場人物は近代小説のように内面性を持たず、全巻を通じて言及される者は一部の神々を除いて存在しない。基本的に波乱万丈で、ムー大陸が登場し、ハルマゲドンを「黄泉比良坂の戦い」になぞらえるなど奇想天外であり、王仁三郎の得意とする駄洒落・語呂合わせ・戯詩が滑稽な口調と文体で表現されているが、そのことについて、王仁三郎自身は次のように述べている。「本書は王仁が明治三十一年旧如月九日より、同月十五日にいたる前後一週間の荒行を神界より命ぜられ、帰宅後また一週間床縛り修業を命ぜられ、その間に王仁の霊魂は霊界に遊び、種々幽界神界の消息を実見せしめられたる物語であります。すべて霊界にては時間、空間を超越し、遠近大小明暗の区別なく、古今東西の霊界の出来事はいづれも平面的に霊眼に映じますので、その糸口を見つけ、なるべく読者の了解し昜からむことを主眼として口述いたしました。
霊界の消息に通ぜざる人士は、私の『霊界物語』を読んで、子供だましのおとぎ話と笑はれるでせう。ドンキホーテ式の滑稽な物語と嘲る方もありませう。中には一篇の夢物語として顧みない方もあるでせう。また寓意的教訓談と思ふ方もありませう。しかし私は何と批判されてもよろしい。要は一度でも読んでいただきまして、霊界の一部の消息を窺ひ、神々の活動を幾分なりと了解して下されば、それで私の口述の目的は達するのであります。
（中略）本書を信用されない方は、一つのおとぎ話か拙い小説として読んで下さい。これを読んで幾分なりとも、精神上の立替へ立直しのできる方々があれば、王仁としては望外の幸であります。」
第72巻までは「三十五万年前の太古の神代」という時代設定で小説と歌を中心に構成されているが、第73〜81巻（天祥地瑞）は趣きが異なり「紫微天界」という原初の宇宙が舞台であり、ほぼ連歌体と問答体の和歌で表現されている。
王仁三郎は1933年（昭和8年）11月19日皇道大本大祭・開祖十五周年大祭にて、天祥地瑞編は神代時代/霊国の事を描写し、読者に予備知識を与えるため・筆記者の育成をするため、連載再開まで7年間の期間を設けたと語った。
また本来のストーリーの流れとは若干異なる物語が随所に挿入されている。たとえば第37・38巻は王仁三郎の若い頃（20代後半〜40代前半）の自叙伝である。第60巻の後半には「三美歌」と呼ばれるキリスト教讃美歌の替え歌や、各種の祝詞、また「三五神諭」という「大本神諭」のリニューアル版を収録する。第61・62巻は「大本讃美歌」という567篇の歌が書かれている。第64巻上・下の2冊は現代のエルサレムが舞台。特別編入蒙記は大正13年に王仁三郎がモンゴルを行軍した実話である。第一巻冒頭は、第一次大本事件前の教団月刊誌「神霊界」に発表された文章を修正して掲載してある。同様に大正9年11月号に掲載された「古事記略解」が第12-15巻にかけて収録されている。
加えて第8巻や第54巻では階級制度の打破を明確にしたかのような表現など、政治的なエピソードも盛り込まれている。
第69巻では登場人物の境遇によせて万世一系に対し女系天皇の利点（浮気をしても女系なら血統は必ず続く）を解説していると解釈する人もいる。グロス島（グロテスクな大日本帝国という暗喩）を舞台とする第78巻では、主神由来の女神の活躍によりグロス島は葦原新国に改名され、島東部の桜ヶ丘から全島を治めていた天津神達が国津神に格下げ・島西部の国津神が格上げして天津神になるという地位逆転劇を描写している。

#### 霊界物語に見られる天界と天使
霊界物語に登場する天界の天使たちは主に主たる神から発せられる信真と愛善によって生かされるとしていたが、天使たちは神の働きをしたものの、謝礼や感謝されることを拒む。理由は神から発せられているものであって、神が施す加護であり、天使はその指示に従ったにすぎず、すべて感謝するのは神のみにすべきであるということを天界を巡覧する宣伝使たちに告げている。王仁三郎は「祈りは天帝のみにすべきもの。他の神様は礼拝するもの。誠の神は一柱のみで、他はみなエンゼルである」と述べた。

#### 天界
天界は主に霊国と天国に分かれており、この二つの天国が天界全体を構成し、さらにこの天国は三つの階層によって構成され、最高天国、中間天国、下層天国に分類され、各天使たちはその智慧証覚の程度に応じて住居していると記載される。

## 歴史

### 成立の背景
1892年（明治25年）2月3日（旧正月5日）、京都府綾部町で極貧生活を送る無名の女性出口なお（直）に艮の金神を宣言する神が帰神（神憑り）した。病気治療や予言で「綾部の金神さん」の評判を得たなお（直）は金光教の傘下で活動したが、教義の違いから独立した。
1898年（明治31年）2月、丹波国桑田郡穴太村（京都府亀岡市）に住んで牧畜と牛乳販売業を営む青年・上田喜三郎が喧嘩で負傷、直後、富士浅間神社の祭神、木の花咲耶姫の命の天使、松岡芙蓉仙人に導かれて、近隣の高熊山で一週間の霊的修行を行う。この霊的体験が後年の『霊界物語』の原型となる。下山した喜三郎は駿河の稲荷講社総長長沢雄楯を尋ねて言霊学と古神道の知識を得た。同年10月と翌年8月、喜三郎は綾部の出口なお（直）を訪問する。喜三郎は「艮の金神」を「国武彦命」と審神（後に稚姫君命、国常立尊と神格が上がる）。なお（直）の信頼を得た喜三郎は後継者と定められた出口すみ（澄）（のち大本二代教主）と養子婿結婚して出口王仁三郎と改名した。
大本では、なお（直）を「女性の肉体に男神が宿った変性男子」、王仁三郎を「男性の肉体に女神が宿った変性女子」と定義し、なお（直）の「経、火、厳霊、艮の金神」と王仁三郎の「緯、水、瑞霊、坤の金神」の伊都能売（いづのめ）の御霊の働きで世界は救われると説く。だが神霊的には夫婦関係だったものの二人の性格と行動は正反対であり、当初は「火水の戦い」と呼ばれる宗教的大喧嘩を繰り返した。加えて教団内の権力闘争と教義解釈により王仁三郎は孤立。高熊山での神秘体験を一部原稿化したものの、従来幹部との対立から公表することはなかった。王仁三郎は一時教団を離れ京都皇典講究所（京都國學院）に入学、建勳神社や御嶽教に勤務しつつ、さまざまな宗教や人物と交流して見識を高めた。その後、綾部に戻り、なお（直）のエネルギーと王仁三郎の解釈をうまく合致させ、地方民間宗教団体だった大本を全国規模の教団に拡大させている。対照的な資質を持つ二人は大本に複雑な性格を与えた。1916年（大正5年）10月4日（旧9月8日）、「王仁三郎こそ五六七（みろく）神」という筆先が出現し、なお（直）は王仁三郎の神格を認めた。これによって筆先を王仁三郎の手で編集することが可能となった。1918年（大正7年）11月6日、なお（直）が死去。末子の出口すみ（澄）が二代教主、夫の王仁三郎が教主輔となる。
1920年（大正9年）8月、王仁三郎は大正日日新聞を買収、全国的メディア展開を開始した。この頃、大本筆頭幹部で王仁三郎に匹敵する信望と指導力を持つ浅野和三郎が「大正10年立替説」という終末論を唱えて大反響を引き起こした。当局は宗教団体が大手メディアを買収して権力者・体制批判を始めたことに危機感を抱いた。大日本帝国陸軍・大日本帝国海軍の高級軍人や華族が次々に入信したことも、当局の懸念をますます強くした。さらに終末論と黙示録的予言が社会問題化、従来マスメディアは大本を厳しく批判する。原敬総理大臣や床次竹二郎内務大臣も大本の勢力拡大を憂慮。1921年（大正10年）1月10日、平沼騏一郎検事総長は大本検挙命令を下し、2月12日に一斉検挙と捜索を開始、王仁三郎や浅野は拘束された。同年10月5日、第一審にて不敬罪と新聞紙法違反により王仁三郎に懲役5年、浅野に懲役10月、吉田祐定（機関誌発行兼編集人）に禁固3か月の判決が下った。その後控訴審が行われるが、昭和2年5月17日、大正天皇崩御による大赦令で免訴となった。これを第一次大本事件という。事件を契機に、教団内で王仁三郎（教主・大先生派）と浅野派（修斎会会長）、福島久派（開祖三女）の間で内紛が勃発した。
当局は、伊勢神宮に似ているため不敬との理由で、完成したばかりの綾部本宮山神殿を破壊するよう命じた。神殿破壊は当局により10月20日から開始される予定だったが、その2日前の10月18日、王仁三郎は綾部並松の松雲閣で『霊界物語』の口述筆記を始める。10月8日（旧9月8日）に神示が、10月17日になお（直）の霊が、それぞれ口述筆記を促したとされる。口述は神殿の破壊中にも続けられ、大本の教義はこの『霊界物語』をもって確立した。

### 大本神諭との関係
最初の神懸かりの翌年1893年（明治26年）、なお（直）は放火犯と誤認逮捕されたことがきっかけで、自宅の座敷牢に監禁された。この時、牢内で釘を使って書いた文章が「筆先」のはじまりとされる。文盲のなお（直）がつづった文章は平仮名と数字のみで構成され、限られた信者のみに清書することが許された。また漢字に置き換えることは神示によって王仁三郎だけに与えられた特権であり、彼の手により編集された筆先は1917年（大正6年）の機関誌「神霊界2月号」に『大本神諭』として発表された。多くの軍人や知識人を大本に入信させるほど強い影響力を持った書だが、1920年（大正9年）8月5日に『大本神諭・火の巻』が発禁処分となる。さらに文章を文字通りに解釈した浅野和三郎を始め多くの幹部・信者が終末論に走り全国に宣伝、第一次大本事件の一因となった。王仁三郎はなお（直）の権威で書かれた『大本神諭』を克服するために『霊界物語』を著したという指摘もある。一方『大本神諭』が発禁となり、終末論的な社会改革運動が弾圧されたことで、新たな教義と教典が必要になったという側面もある。教団の内部事情と当局からの弾圧が、複雑で曖昧な新教典を形成したといえる。安丸良夫は、王仁三郎と大本が『霊界物語』の教典化や国際的平和主義への対応、昭和初期の超国家主義運動団体化などさまざまな変貌を遂げつつ、千年王国主義的救済思想を維持し続けたと指摘した。
『霊界物語』では、『大本神諭』について「そもそも教祖の手を通して書かれた筆先は、たうてい現代人の知識や学力でこれを解釈することは出来ぬものであります。いかんとなれば、筆先は教祖が霊眼に映じた瞬間の過現未の現象や、または神々の言霊の断片を惟神的に録したものですから、一言一句といへども、その言語の出所と位置とを霊眼を開いて洞観せなくては、その真相は判るものではありませぬ。（中略）ゆゑに神様は、三千世界の大芝居であるぞよと、筆先に書いてゐられます。その各自の台詞書を集めて、一つの芝居を仕組むのが緯の役であります。ゆゑに霊界物語は筆先の断片的なるに反し、忠臣蔵の全脚本ともいふべきものであります。」と述べている。第36巻序文でも同様の事を述べ、「霊界の幾分なりとも消息が通じない人の眼を以て教祖の筆先を批評するのは、実に愚の至りであります。」と指摘している。

### 王仁三郎と霊界物語
多趣味多才の王仁三郎は『霊界物語』を演劇化する事にも熱心であり、王仁三郎自らが登場人物になって神劇を演じることも多かった。教義的な位置づけとして、第40巻序章で「霊界物語そのものは、つまり瑞月（王仁三郎）の肉身であり、霊魂であり、表現である」と強調している。読者には音読を推奨しており、平家物語のような口承文芸・日本の伝統的な語り文化を意図したと見られる。王仁三郎は「物語を読むには、なるべく音読がよい」と話していた。物語は王仁三郎の口を通じて出た言霊であって、言霊はそのまま霊界にも通じ、読者当人のみにとどまらず、多くの精霊たちにも聞かせることになり、霊魂の救済にも繋がるとした。大本では、黙読して頭で読むというよりも、臍下丹田に心を静めて、赤子の心となって魂で音読し、心の糧にするという方が望ましいとしている。
1924年（大正13年）にモンゴルへ電撃的に渡航した際には、娘婿・出口伊佐男に遺書「錦の土産」を託し、この中で「伊都能売の御魂霊国の天人なる大八洲彦命の精霊を充たし、瑞月（王仁三郎）の体に来たりて口述発表したる霊界物語は世界経綸上の一大神書ならば、教祖の伝達になれる神諭と共に最も貴重なれば、本書の拝読は如何なる妨害現はれ来るとも不屈不撓の精神を以て断行すべし。例え二代三代の言と雖もこの言のみは廃すべからず（以下略）」と厳命している。第二次大本事件後に出獄後は、周囲に物語の真意を語りだした。例えば第28巻は第二次大本事件そのもの、サアルボースやホーロケースという登場人物は西園寺公望と原敬と述べている。第57-58巻は太平洋戦争や東京裁判の隠喩と信者に語った。
松本健一は、『霊界物語』は古事記を筆頭に天皇制国家を支える神話を模倣しつつ「あるべき神の国（理想）」と「大日本帝国（現実）」の対比を描き出したと評し、王仁三郎は「霊魂的革命」を物語ることで現実世界の変革を訴えたのだと考えた。また村上重良は、直接的な表現をつかった『大本神諭』に対し『霊界物語』は抽象的表現で「立替え立直し」を表現し、読者に対し多様な解釈を暗示しているとした。

## 出版
第1巻が大正10年12月30日に出版され、以後順次出版されて行った。中には発禁処分になった巻もあり、最終的に第二次大本事件（昭和10年12月8日）によって全巻発禁処分となった。戦前の発行部数は、第1巻は10版まで重版し計1万7千部〜2万部、第2巻は5版で1万部以上、第3巻以降は5千部〜8千部くらい発行されたと推定される。戦後は何種類かの本が発行されている。
瑞光社抄出版瑞光社。全4冊。戦後間もない昭和24年（1949年）から26年にかけて、第1〜8巻を4冊に抄出して出版。瑞光社は現在の天声社の前身である。
瑞光社版瑞光社。昭和28年8月から、第9〜25巻、第47、第48巻の計19冊が出版された（抄出ではない）。
普及版天声社。昭和33年（1958年）〜34年に天祥地瑞を除く全巻を出版。ただし60巻から70巻にかけて、内容の移動や削除がある。薄い小冊子の体裁で、3冊ずつ一組になって箱に入っている。ルビも総ルビではなく、必要最小限のルビが漢字の下に括弧して書いてある。また現代仮名遣いに改められている。聖師御校正本をもとに初めて編纂された。
校定版天声社。昭和42年（1967年）〜46年に天祥地瑞を除く全巻を出版（天祥地瑞は昭和35〜36年に出版されている）。戦後初の、厚表紙の本格的な装丁である。総ルビで、旧仮名遣いのままにしてある。一部問題のある箇所を修正したり、漢字の一部を平仮名にしている。
修補版天声社。昭和62年（1987年）〜平成7年（1995年）に天祥地瑞を含む全巻を出版。PC（ポリティカル・コレクトネス）が施されており、現代において差別的とされる用語や表現などが削除・修正してある。
八幡書店版反教団事件（第三次大本事件）で大本教団を除名された出口和明らが、八幡書店（武田崇元・社主）から出版した。原則として6巻ずつ1輯になっており、全14輯。校定版がもとになっており、一部削除された箇所を復活させている。ルビは必要最小限しか付いていない。平成元年（1989年）〜平成4年（1992年）に厚表紙・箱入りの「豪華愛蔵版」が、平成16年（2004年）に安価な「新装版」が出版された。またソニーのEBXA規格を用いた電子ブック版が平成10年（1998年）に出版されている。
愛善世界社版反教団事件（第三次大本事件）で大本教団を除名された出口直美・出口榮二を中心とするグループ（大本信徒連合会）が、出版部門の愛善世界社から、平成4年（1992年）〜22年（2010年）に天祥地瑞を除く全巻を出版。総ルビ、旧仮名遣いのままにし、編纂上の校訂箇所が巻末に記してある。また難解な用語には脚注が付けてある。文庫本サイズ。
オニド版「王仁三郎ドット・ジェイピー」（オニド）というホームページを運営している飯塚弘明が、電子テキスト化した霊界物語をインターネット上で無償で配布。平成15年（2003年）〜18年に段階的に公開された。青空文庫形式でファイルが作られている。また、それをインターネットブラウザで読めるようにした「霊界物語ネット」（レモン）というホームページもある。

### 聖師御校正本
昭和9年12月〜10年6月に王仁三郎は霊界物語（1〜72巻）の校正を行った。当時の刊行本に直接ペンを入れて校正したが、その本を「聖師御校正本」（あるいは「校定本」）と呼ぶ。当然ながら各巻1冊ずつしかない。
第二次大本事件の証拠物件として裁判所に保管されていたため、戦災による焼失を免れ、事件解決後に返還された。しかし昭和25年12月31日の事務所火災の際に、1巻、2巻、27巻の3冊は焼失してしまい現存していない。
普及版以降の霊界物語はすべて、この聖師御校正本が底本になっているが、焼失した巻については校正前の本をもとに編纂している。